# Giuseppe Santi
Giuseppe Santi (Bologna, 1761 – Ferrara, 2 maggio 1825) è stato un pittore italiano.

## Biografia
Allievo a Bologna di Gaetano Gandolfi e di Filippo Pedrini, fu autore nel 1790 delle decorazioni di palazzo Zambeccari, e nel 1793, a Ferrara, decorò la chiesa di Sant'Agnese e i palazzi Pavanelli, Bresciani e Ferrarini. Stabilitosi nella città estense nel 1797, quando era stata costituita dai Francesi vittoriosi la Repubblica cispadana, Giuseppe Santi, sostenitore delle nuove idee, ottenne numerose commissioni, come la decorazione del Teatro comunale (1797) - sostituita durante la Restaurazione con gli affreschi di Angelo Monticelli - l'ornamento rappresentante un gran panno verde sostenuto da molti putti della tomba dell'Ariosto (1801), quando fu traslata nel Palazzo delle Scienze, o le scenografie del monumento a Napoleone I inaugurato nel 1810. Sua una Beata Vergine col putto nella chiesa di San Maurelio.
Nel 1800 era stato nominato professore nella Scuola di pittura dell'Ateneo ferrarese, dove ebbe allievi, tra gli altri, Francesco Migliari a Gaetano Domenichini. Con il suo insegnamento cercò di aprire la pittura locale al moderno Neoclassicismo. Con la caduta del Regno d'Italia iniziò la sua emarginazione. Decorò ancora la chiesa ferrarese di San Michele nel 1822, tre anni prima della morte.